# رکنفورد
رکنفورد (به انگلیسی: Rackenford) یک روستا و محله مدنی در بریتانیا است که در North Devon واقع شده‌است.